# Mario Giaretto
Mario Giaretto (Torino, 1913 – Dei Alinda, 8 agosto 1942) è stato un militare italiano insignito della medaglia d'oro al valor militare alla memoria nel corso della seconda guerra mondiale.

## Biografia
Nacque a Torino nel 1913, figlio di Luigi e Libertina Grassi.
Lavorava come decoratore a Torino quando fu chiamato a prestare servizio militare di leva nel Regio Esercito il 6 aprile 1934. Destinato al 3º Reggimento alpini, nel luglio 1936 fu posto in congedo con il grado di caporale maggiore. Richiamato in servizio attivo nel 1939 presso l'8º Reggimento alpini, 16 ottobre di quell'anno partì per l'Albania venendo promosso in quello stesso giorno al grado di sergente. Rientrato in Italia pochi mesi dopo fu congedato, venendo nuovamente richiamato in servizio nel gennaio 1941, assegnato alla compagnia comando del battaglione alpini "Val Pellice" del III Gruppo alpino "Valle" operante fronte greco-albanese. Nel luglio dello stesso anno ottenne di passare nella specialità paracadutisti e, frequentato l'apposito corso a Viterbo, conseguì il brevetto nell'ottobre successivo. Promosso sergente maggiore e trasferito al 186º Reggimento paracadutisti della 185ª Divisione paracadutisti "Folgore", parti il 15 luglio 1942 per l'Africa Settentrionale Italiana. Cadde in combattimento a quota 99 di Dei Alinda l'8 agosto 1942, e fu successivamente insignito della medaglia d'oro al valor militare alla memoria.